# Ilarion Chazaradze
Ilarion (Larik) Chazaradze (Georgisch: ილარიონ ხაზარაძე; Russisch: Иларион Хазарадзе) (Tbilisi, 31 januari 1937 - 2013) is een voormalig basketbalspeler.

## Carrière
Chazaradze begon zijn loopbaan in 1948 op de Sportschool van het Paleis van Pioniers en Studenten in Tbilisi. In 1955 ging hij spelen voor Dinamo Tbilisi. Met Dinamo werd hij twee keer tweede om het landskampioenschap van de Sovjet-Unie in 1960 en 1961. In Europa won Chazaradze de grootste prijs in 1962. Met Dinamo won hij de FIBA European Champions Cup door in de finale te winnen van Real Madrid uit Spanje met 90-83. In 1959 werd hij tweede met de Georgische SSR om de Spartakiade van de volkeren van de USSR.

## Erelijst
- Landskampioen Sovjet-Unie:
  - Tweede: 1960, 1961
- FIBA European Champions Cup: 1
  - Winnaar: 1962
  - Runner-up: 1960
- Spartakiade van de volkeren van de USSR:
  - Tweede: 1959